# Qlassic Bois Margot
Qlassic Bois Margot (né le 10 mai 2004), est un étalon bai-brun inscrit au stud-book du Selle français, monté en saut d'obstacles par le cavalier français Simon Delestre. Il est en 2016 le cheval de saut d’obstacles ayant accumulé le plus de gains au niveau mondial sur 12 mois.

## Histoire
Il naît le 10 mai 2004 au haras du Bois Margot, au Pin, en Normandie. En 2012, il termine 5e du Grand Prix du Concours de saut international officiel (CSIO) d'Helsinki, et 4e du GP du CSIO d'Oslo. En 2015, à 11 ans, il totalise plus d'1 million d'euros de gains.
En mai 2016, il est le meilleur cheval de CSO mondial de l'année du point de vue des gains, avec 650 485 €. Il conserve cette position de numéro 1 mondial de sa discipline pendant deux mois.

## Description

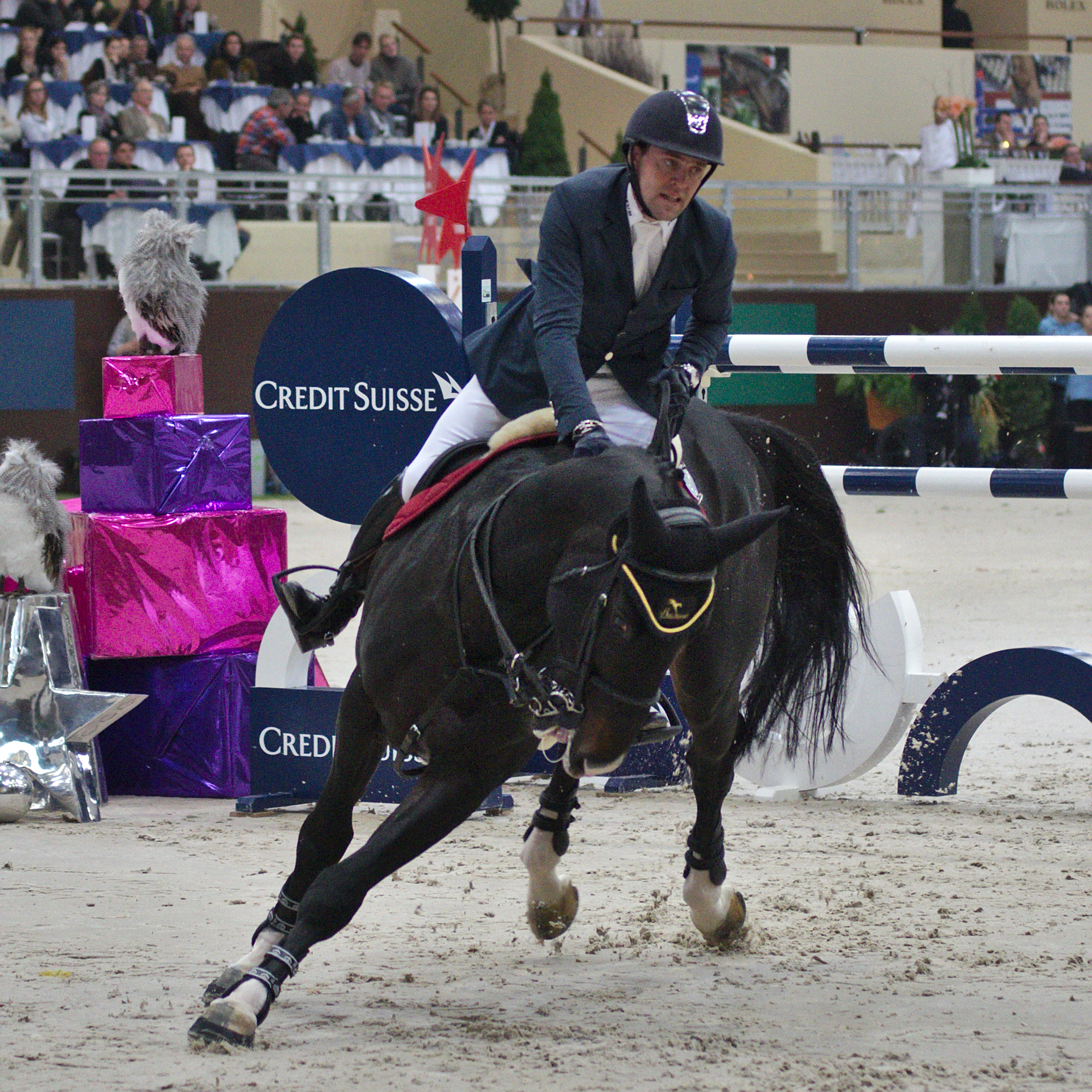
Simon Delestre et Qlassic Bois Margot au CHI de Genève 2013

Qlassic Bois Margot est un étalon Selle français de robe bai-brun. Il toise 1,69 m. Sa groom le décrit comme étant très attachant. Il est aussi réputé pour la qualité de son passage de dos à l'obstacle.

## Palmarès
Il est 35e du classement mondial des chevaux d'obstacle établi par la WBFSH en octobre 2013, puis 34e en octobre 2015.

## Origines
Qlassic Bois Margot est un fils de l'étalon L'Arc de Triomphe, meilleur étalon de 15 ans et moins en 2014 et second meilleur père de jeunes chevaux d'obstacle et de concours complet la même année. Sa mère, Décibelle du Roc, est une fille de Galoubet A. Flicka, qui courait en CSIO avec la Baronne Empain sous les couleurs belges, est également une ancêtre de Rochet M.

## Reproduction
Qlassic Bois Margot est disponible à la reproduction en France depuis 2009. Son fils Dumbo des Biches est champion de France des poulains d'obstacle de 2 ans en 2015.